# Geoje
Geoje (hangul 거제, hanja 巨濟) är en stad i provinsen Södra Gyeongsang i Sydkorea. Invånarantalet uppgick till 257 989 invånare i slutet av 2018, varav 201 033 invånare bodde i själva centralorten. Staden ligger sydväst om Busan och omfattar ön Geojedo, tio bebodda mindre öar samt ett antal obebodda öar i dess omgivning. Ytan uppgår till 403 kvadratkilometer. I Geoje ligger skeppsvarven Daewoo Shipbuilding & Marine Engineering och Samsung Heavy Industries.

## Administrativ indelning
Staden delas in i nio stadsdelar (dong) som utgör den centrala delen av kommunen och i nio socknar (myeon) som utgör kommunens landsbygdsområden.

- Aju-dong
- Gohyeon-dong
- Jangpyeong-dong
- Jangseungpo-dong
- Neungpo-dong
- Okpo 1-dong
- Okpo 2-dong
- Sangmun-dong
- Suyang-dong
- Dongbu-myeon
- Dundeok-myeon
- Geoje-myeon
- Hacheong-myeon
- Irun-myeon
- Jangmok-myeon
- Nambu-myeon
- Sadeung-myeon
- Yeoncho-myeon